# Batalla de Don Cristóbal (1840)
La Batalla de Don Cristóbal (cerca de Paraná, Argentina, 10 de abril de 1840) fue un combate ocurrido durante el largo período de las guerras civiles argentinas, entre las fuerzas del gobernador de la Provincia de Entre Ríos, general Pascual Echagüe, y el ejército de la Provincia de Corrientes, al mando del general Juan Lavalle.
En las fuerzas de Lavalle figuraban algunos refuerzos llegados desde Montevideo y la mayoría de sus oficiales eran miembros del Partido Unitario, exiliados desde tiempo atrás por su oposición a la política del gobernador de la Provincia de Buenos Aires, Juan Manuel de Rosas. Por su parte, en el ejército de Echagüe formaban poderosos refuerzos enviados por Rosas, y muchos oficiales del Partido Blanco del vecino Estado Oriental del Uruguay, entre ellos el general Manuel Oribe. 
La batalla se saldó con una victoria de las fuerzas de Lavalle. No obstante, ésta no fue total, y permitió al enemigo conservar intactas su infantería y artillería.

## Antecedentes
Tras unos años de relativa paz, a partir de 1838 estallaron nuevamente las guerras civiles argentinas. La intención de quienes se lanzaron a la guerra era derrocar el poder de Rosas, que había extendido su autoridad nacional limitada a la representación exterior de la Confederación Argentina a un dominio absoluto sobre los gobiernos de las provincias argentinas.
Desde la derrota de la oposición porteña personificada por los "Libres del Sur" a fines de 1839, los tres principales núcleos de resistencia contra Rosas eran: en primer lugar, la República Oriental del Uruguay, donde gobernaba el general Fructuoso Rivera, y desde donde recibían ayuda todos los grupos opositores del litoral, además de ser la base de operaciones de la escuadra francesa, que apoyaba todas esas revueltas. En segundo lugar, la Provincia de Corrientes, donde los liberales – de inspiración federal, aunque no pertenecían al partido federal de Rosas – sostenían con las armas la oposición. Por último, la mayor parte de las provincias del noroeste se habían organizado en la Coalición del Norte, y organizaba sus ejércitos para enfrentar a Rosas.
El general porteño Juan Lavalle había dirigido una campaña desde el Uruguay contra la Provincia de Entre Ríos, logrando una victoria importante en la batalla de Yeruá, a fines de 1839; pero la población entrerriana se negó a secundarlo. De modo que, invitado por el gobernador correntino Pedro Ferré, marchó hacia Corrientes y se le encargó la organización y el comando del segundo ejército correntino contra Rosas.
El primer objetivo que debía ser atacado por el ejército de Lavalle era la Provincia de Entre Ríos, cuyo gobernador, general Pascual Echagüe, era el principal apoyo de Rosas en el Litoral. De todos modos, tampoco se descuidó la Provincia de Santa Fe, hacia donde marchó una columna al mando de Mariano Vera y de Francisco Reynafé.
El ejército de Lavalle, formado por 3.360 hombres, de los cuales 531 eran tropa de infantería, marchó hacia el río Uruguay para bordearlo en dirección a Concordia. Algunos días de marcha más atrás marchaba la reserva, al mando del general Manuel Vicente Ramírez, apodado "Ramírez Chico".
Desde Concordia giró hacia Paraná en busca de la localidad de Punta Gorda – actualmente Diamante – donde debía aprovisionarse con el armamento, municiones y vestuario que debía entregarle la flota francesa, que estaba anclada en ese lugar.
Mientras avanzaban hacia el sur, el jefe de Estado Mayor de Lavalle, coronel Martiniano Chilavert, hastiado del desorden reinante en las filas, abandonó las filas del ejército y se marchó a Montevideo. Además, muchos hombres fueron enviados en distintas direcciones en comisiones secundarias, y otros muchos regresaron a Corrientes con parte de enfermo. Simultáneamente, el general Rivera – en lugar de invadir Entre Ríos con todo su ejército, como había prometido – envió una división de argentinos al mando del coronel Ángel Núñez a ocupar Concepción del Uruguay.
El 26 de marzo, un destacamento de observación entrerriano fue dispersado por los correntinos a orillas del arroyo Villaguay. Ese mismo día, la división de Vera y de Reinafé fue completamente destruida en Cayastá, muriendo ambos comandantes.
El gobernador Echagüe permaneció a corta distancia de Paraná, donde reunió las milicias del interior de la provincia y los refuerzos enviados en su ayuda por Rosas. Creyéndose con fuerzas suficientes, salió al encuentro del enemigo en las colinas del arroyo Don Cristóbal, a no más de 50 km de Paraná.

## La batalla
El 10 de abril los ejércitos quedaron frente a frente, con el arroyo a su flanco. La izquierda de Lavalle, toda de caballería, estaba mandada por el coronel Niceto Vega, secundado por Prudencio Torres; el centro incluía a la infantería del coronel Pedro José Díaz y la artillería del coronel Ángel Salvadores. La caballería de la izquierda estaba al mando de José López "Chico". El jefe de la reserva era José María Vilela.
La derecha de Echagüe estaba comandada por Antonio Ramírez, el centro con la infantería del general Eugenio Garzón y 8 piezas de artillería mandadas por Juan Bautista Thorne. La mayor fuerza era la caballería de la derecha, mandada por los generales Juan Antonio Lavalleja y Servando Gómez. El jefe de Estado Mayor era el expresidente del Uruguay, general Manuel Oribe. No tenía reserva, lo que le costaría caro.
En un primer momento, la caballería de los dos flancos, y especialmente la de Gómez, hizo retroceder a la caballería enemiga y obligó a parte de la reserva de Vilela a entrar en combate. Mientras tanto, la artillería federal impedía toda maniobra a la infantería y artillería enemiga. Después de media hora de lucha, la infantería de Lavalle comenzó a ceder.
Entonces Lavalle, tomando el mando del resto de la reserva, reforzada con algunos escuadrones que no habían entrado en la batalla, se de frente sobre la infantería de Echagüe, giró rápidamente para colocarse entre las columnas de Lavalleja y Gómez, y quebró la línea por el espacio vacío entre ellas. Por detrás de esta columna contraatacó la casi vencida caballería de Vega, que de este modo se apoderó del parque de artillería y de las carretas del ejército federal, quedando con una importante fuerza a espaldas del centro del enemigo.
Echagüe, que no tenía fuerzas de reserva que oponer a Lavalle, ordenó retroceder a la caballería, que fue atacada por la del ejército correntino y obligada a retirarse a mucha distancia. Pero la infantería y artillería federal quedaron intactas.
Los federales tuvieron unos 300 muertos, pero la peor pérdida fue la dispersión de la mitad de su caballería. En las fuerzas correntinas, la baja más lamentada fue el general José López, alias "López Chico", y su ayudante de campo el teniente coronel Carlos Anzoátegui, muertos en combate por una bala de cañón. Tuvieron, además, algo más de 100 muertos.

## Consecuencias
Pese a la amplitud de su victoria, Lavalle no cambió su idea anterior, y se limitó a pasar de largo en dirección a Paraná. La mayor parte de los autores que relatan esta batalla han repetido las críticas que lanzaron al general los unitarios de Montevideo: que el general debería haber destruido el ejército enemigo, aprovechando la desmoralización en que se lo suponía. La verdad parece ser que no tenía fuerzas con que rendir una artillería y una infantería muy bien mandadas y provistas como la que conservaba Echagüe.
Lavalle envió al coronel Díaz a recoger las municiones de la flota francesa, y avanzó nuevamente en busca de Echagüe. Insólitamente, ambos ejércitos se mantuvieron en posiciones casi inmóviles durante 3 meses, a muy corta distancia entre ellos, y cruzando casi diariamente algunos tiros. Todo eso, en medio de una llanura ondulada casi completamente deshabitada. Tanto el ejército de Lavalle como el de Echagüe recibieron grandes cantidades de municiones y refuerzos durante ese tiempo.
Ninguno se atrevió a atacar al otro hasta que Lavalle perdió la paciencia: el 16 de julio atacó las posiciones fortificadas – sobre una cuchilla – de Echagüe, siendo derrotado en la batalla de Sauce Grande.
Esta vez, fue Echagüe quien no supo o no pudo aprovechar su victoria, y Lavalle pudo trasladar todo su ejército hasta Punta Gorda. Allí lo embarcó en la flota francesa. En vez de retroceder hacia Corrientes, como todos esperaban, Lavalle lo trasladó a la Provincia de Buenos Aires. La guerra cambió desde entonces de escenario, y se prolongó por dos años más.